# Svijažsk
Svijažsk (rusko Свия́жск, Svijážsk, tatarsko Зөя, Zöyä) je vas na sotočju Volge in Svijage v Republiki Tatarstan, Ruska federacija. Pogosto se omenja kot otok, ki je nastal po izgradnji jezu na Volgi v Toljatiju leta 1955 in nastanku Kujbiševskega akumulacijskega jezera. Svijažsk v resnici ni otok, ker je z nasipom povezan s celino.
Svijažsk je bil ustanovljen leta 1551 kot trdnjava, zgrajena v štirih tednih iz delov, ki so jih izdelali v Ugliču in pripeljali navzdol po Volgi. Trdnjava je postala oporišče ruske vojske med obleganjem Kazana leta 1552.
Od 15. stoletja je bil upravno središče ujezda. V letih 1920–1927 je bil upravno središče Svijaškega kantona. Leta 1932 je bil degradiran na položaj vasi. 
V naselju sta šola, klub in samostan Marijinega vnebovzetja, povezan z Makarijem Želtovodskimu. Železniška postaja je 6 km zahodno od naselja. Do nje je po nasipu speljana cesta. Naselje je po vodi dostopno z ladjo, ki pristaja v Kazanu.
Stolnica Marijinega vnebovzetja in samostan sta bila leta 2017 vpisana na seznam Unescove svetovne dediščine.

## Galerija
- Pogled na Svijažsk
- Pogled na pristaniški nasip
- Samostan
- Ulica Ivano-Predtečenskega samostana
- Ulica samostana Marijinega vnebovzetje
- Pogled na stavbo gimnazije in cerkev Helene in Konstantina
- Spomenik zmage
- Cerkev Sergeja Radonežskega v Ivano-Predtečenskem samostanu
- Cerkev Svete trojice v Ivano-Predtečenskem samostanu
- Stolnica v Ivano-Predtečenskem samostanu
- Notranjost stolnice
- Cerkev Marijinega vnebovzetja
- Zvonik samostanske cerkve
- Cerkev Marijinega vnebovzetja
- Notranjost cerkve Marijinega vnebovzetja